# Municipio de Meridian (Míchigan)
El municipio de Meridian (en inglés: Meridian Township) es un municipio ubicado en el condado de Ingham en el estado estadounidense de Míchigan. En el año 2010 tenía una población de 39688 habitantes y una densidad poblacional de 485,4 personas por km².

## Geografía
El municipio de Meridian se encuentra ubicado en las coordenadas 42°43′31″N 84°25′11″O / 42.72528, -84.41972. Según la Oficina del Censo de los Estados Unidos, el municipio tiene una superficie total de 81.76 km², de la cual 78.96 km² corresponden a tierra firme y (3.43%) 2.81 km² es agua.

## Demografía
Según el censo de 2010, había 39688 personas residiendo en el municipio de Meridian. La densidad de población era de 485,4 hab./km². De los 39688 habitantes, el municipio de Meridian estaba compuesto por el 80% blancos, el 4.85% eran afroamericanos, el 0.37% eran amerindios, el 10.92% eran asiáticos, el 0.04% eran isleños del Pacífico, el 1.03% eran de otras razas y el 2.8% pertenecían a dos o más razas. Del total de la población el 3.84% eran hispanos o latinos de cualquier raza.